# Maria de la Purificación od św. Józefa Ximénez Ximénez
María de la Purificación Ximénez Ximénez de San José (ur. 3 lutego 1871 w Walencji, zm. 23 września 1936) – hiszpańska karmelitanka miłosierdzia, męczennica i błogosławiona Kościoła katolickiego.

## Życiorys
Wstąpiła do instytutu Sióstr Karmelitanek Miłosierdzia, gdzie rozpoczęła nowicjat, a jej siostrą była Zofia Ximénez Ximénez. Zginęła w czasie wojny domowej w Hiszpanii. Beatyfikowana 11 marca 2001 roku w grupie 233 męczenników przez papieża Jana Pawła II.